# Linda Crutchfield
Linda Crutchfield, coniugata Bocock (Shawinigan, 3 aprile 1942), è un'ex sciatrice alpina, slittinista e sciatrice nautica canadese.
Dopo il matrimonio gareggiò come Linda Crutchfield-Bocock o Linda Bocock.

## Biografia
Originaria di Saint-Sauveur, proviene da una famiglia di grandi tradizioni negli sport invernali: è figlia di Nels e nipote di Gordon, entrambi hockeisti su ghiaccio di alto livello. Iniziò la sua carriera agonista nello sci alpino e fu selezionata come riserva della nazionale canadese agli VIII Giochi olimpici invernali di Squaw Valley 1960 (19-27 febbraio), ma non prese parte alle competizioni; sciatrice polivalente, debuttò in campo internazionale in occasione degli International American Championships 1960 (Stowe, 11-13 marzo), dove si classificò 13ª nella discesa libera, 24ª nello slalom gigante e non completò lo slalom speciale.
Ai Mondiali di Chamonix 1962 (10-18 febbraio), suo esordio iridato, si piazzò 16ª nella discesa libera, 31ª nello slalom gigante, 21ª nello slalom speciale e 14ª nella combinata; due anni dopo ai IX Giochi olimpici invernali di Innsbruck 1964 (29 gennaio-9 febbraio), sua prima presenza olimpica nonché congedo agonistico nello sci alpino, fu 24ª nella discesa libera, 32ª nello slalom gigante, 16ª nello slalom speciale e 13ª nella combinata, disputata in sede olimpica ma valida solo ai fini dei Mondiali 1964.
Dal 1965 si dedicò allo sci nautico, disciplina che praticò fino al 1975 partecipando a diversi Campionati mondiali e vincendo numerosi titoli nazionali canadesi, e dal 1967 allo slittino: ai X Giochi olimpici invernali di Grenoble 1968 (6-18 febbraio), sua ultima presenza olimpica, si classificò 12ª nel singolo. Anche nello slittino, che praticò fino al 1969, gareggiò Campionati mondiali e vinse diversi titoli nazionali canadesi. Dopo il ritiro dall'agonismo lavorò come istruttrice e allenatrice di sci; dal 2002 al 2005 fu presidente del Laurentian Ski Museum.

## Palmarès

### Sci alpino

#### Campionati canadesi
- 6 ori (discesa libera, slalom speciale, combinata nel 1962; slalom gigante nel 1963[senza fonte]; discesa libera, combinata nel 1964[3])

## Riconoscimenti
- Canadian Ski Hall of Fame (1984)[3]
- Laurentians Hall of Fame (1984)[1]